# Шарур Варданян
Шарур Варданян (швед. Sharur Vardanyan; нар. 4 квітня 1988, Стокгольм) — шведський борець греко-римського стилю вірменського походження, бронзовий призер чемпіонату Європи.
Боротьбою займається з 1998 року.

## Виступи на Чемпіонатах світу
| Змагання                        | Збірна | Вагова категорія | Місце |
| ------------------------------- | ------ | ---------------- | ----- |
| Чемпіонат світу з боротьби 2009 | Швеція | 66 кг            | 16    |
| Чемпіонат світу з боротьби 2010 | Швеція | 66 кг            | 32    |
| Чемпіонат світу з боротьби 2011 | Швеція | 66 кг            | 26    |
| Чемпіонат світу з боротьби 2013 | Швеція | 66 кг            | 15    |

## Виступи на Чемпіонатах Європи
| Змагання                         | Збірна | Вагова категорія | Місце  |
| -------------------------------- | ------ | ---------------- | ------ |
| Чемпіонат Європи з боротьби 2009 | Швеція | 66 кг            | Бронза |
| Чемпіонат Європи з боротьби 2011 | Швеція | 66 кг            | 20     |
| Чемпіонат Європи з боротьби 2013 | Швеція | 66 кг            | 23     |
| Чемпіонат Європи з боротьби 2014 | Швеція | 71 кг            | 11     |

## Виступи на Кубках світу
| Змагання                    | Збірна | Вагова категорія | Місце |
| --------------------------- | ------ | ---------------- | ----- |
| Кубок світу з боротьби 2015 | Швеція | 71 кг            | 6     |

## Виступи на інших змаганнях
| Змагання                                 | Збірна | Вагова категорія | Місце  |
| ---------------------------------------- | ------ | ---------------- | ------ |
| Тор Мастерс 2004                         | Швеція | 60 кг            | Бронза |
| Північний чемпіонат з боротьби 2007      | Швеція | 74 кг            | Бронза |
| Гран-прі Німеччини з боротьби 2009       | Швеція | 74 кг            | 12     |
| Гран-прі Німеччини з боротьби 2010       | Швеція | 66 кг            | 14     |
| Міжнародний меморіал Дейва Шульца 2011   | Швеція | 66 кг            | 5      |
| Золотий Гран-прі з боротьби 2011         | Швеція | 66 кг            | 15     |
| Північний чемпіонат з боротьби 2011      | Швеція | 66 кг            | Бронза |
| Гран-прі Іспанії з боротьби 2011         | Швеція | 66 кг            | Срібло |
| Меморіал Іона Корнеану 2011              | Швеція | 66 кг            | Бронза |
| Тестовий турнір FILA 2011                | Швеція | 66 кг            | 9      |
| Турнір Дана Колова — Николи Петрова 2012 | Швеція | 66 кг            | Бронза |
| Олімпійський кваліфікаційний турнір 2012 | Швеція | 66 кг            | 24     |
| Меморіал Кристьяна Палусалу 2012         | Швеція | 74 кг            | Срібло |
| Кубок Хапаранди 2012                     | Швеція | 66 кг            | Золото |
| Міжнародний меморіал Дейва Шульца 2013   | Швеція | 74 кг            | Срібло |
| Турнір Дана Колова — Николи Петрова 2013 | Швеція | 66 кг            | Золото |
| Північний чемпіонат з боротьби 2013      | Швеція | 66 кг            | 4      |
| Кубок Арво Хаавісто 2013                 | Швеція | 74 кг            | 5      |
| Кубок Ядегара Імама 2014                 | Швеція | 71 кг            | 5      |
| Золотий Гран-прі з боротьби 2014         | Швеція | 71 кг            | 17     |
| Гран-прі Німеччини з боротьби 2014       | Швеція | 71 кг            | 12     |
| Кубок Бразилії 2014                      | Швеція | 71 кг            | Срібло |
| Гран-прі Німеччини з боротьби 2015       | Швеція | 66 кг            | 12     |
| Гран-прі FILA 2015                       | Швеція | 66 кг            | 27     |